# Gone (bài hát của Rosé)
"Gone" là một ca khúc được thu âm bởi nữ ca sĩ người Hàn Quốc gốc New Zealand Rosé, cho single album ra mắt với tư cách nghệ sĩ solo của cô, R, được phát hành vào ngày 12 tháng 3 năm 2021 bởi YG Entertainmet. Bài hát được chắp bút bởi J. Lauryn, Teddy Park, Rosé và Brian Lee, và được sản xuất vởi Lee và 24. Rosé trình diễn phiên bản đầy đủ của bài hát "Gone" lần đầu tiên trên Inkigayo của SBS vào ngày 14 tháng 3. "Gone" là một ca khúc thuộc thể loại soft rock, alternative rock và indie rock balllad da diết cùng tiếng guitar bập bùng phảng phất nỗi buồn của người con gái trong tình yêu.
Bài hát là đĩa đơn thứ hai từ R, được phát hành vào ngày 4 tháng 4 năm 2021, MV của bài hát cũng được đăng tải vào cùng thời điểm đó. MV của bài hát được đạo diễn bởi Kwon Yong-soo. "Gone" đạt vị trí thứ 6 tại Hàn Quốc và thứ nhất tại Malaysia và ra mắt trong top 100 ở nhiều nước, bao gồm Úc, Canada, Hungary và New Zealand. Mặc dù bài hát không xuất hiện ở US Billboard Hot 100, thay vào đó bài hát ra mắt tại vị trí thứ 15 trên bảng xếp hạng Digital Songs Sales.

## Bối cảnh
Vào ngày 30 tháng 12 năm 2020, trong bài phỏng vấn với truyền thông Hàn Quốc Osen, Rosé tiết lộ rằng quá trình ghi hình chi MV debut của cô sẽ có thể bắt đầu vào giữa tháng 1 năm 2021. Vào ngày 25 tháng 1 năm 2021, một teaser 33 giây với tựa đề "Coming Soon" đã được đăng tải lên kênh YouTube chính thức của Blackpink và nền nhạc của video là một đoạn nhạc chưa từng được tiết lộ. Ngày sau đó, YG Entertainment đã ra thông báo về màn ra mắt solo của nữ ca sĩ Rosé. Theo đó, ca khúc "Gone" sẽ được cô biểu diễn trong buổi hoà nhạc mang tên Blackpink: The Show sẽ diễn ra sau đó không lâu vào ngày 31 tháng 1. Tuy nhiên trong buổi biểu diễn trực tuyến này chỉ có phần nào của video âm nhạc được công bố nên đã khiến cho cộng đồng người hâm mộ Blackpink nói riêng hây K-Pop không khỏi mong chờ vào một video âm nhạc hoàn chỉnh cho ca khúc này. Với màn biểu diễn trực tuyến này, phần lớn người xem đều có nhận định rằng cô có giọng hát cực "ngọt" và tràn đầy cảm xúc. Trên Twitter, nnhiều người đã dành sự quan tâm nhất định cho ca khúc lần này, điều đó được thể hiện rằng tên của cô đã lọt trong top 10 trending toàn cầu của nên tảng mạng xã hội này khi đó.
Vào ngày 11 tháng 3 năm 2021, trong buổi họp báo online với giới truyền thông, Rosé chia sẻ rằng bài hát "Gone" đã được thu âm khoảng 2 năm trước. Vào ngày sau đó, bài hát đã chính thức ra mắt cùng với "On the Ground" trong album đĩa đơn R. Một tháng sau đó, tức ngày 5 tháng 4 năm 2021, bài hát chính thức được phát hành như một đĩa đơn, cùng với đó là MV của ca khúc.

## Đón nhận
"Gone" được ra mắt và đạt vị trí thứ 29 trên Global 200 với 19.6 triệu lượt stream và 25.000 lượt bán trên toàn cầu, và đạt vị trí thứ 17 trên Global Excl. U.S. với 17.4 triệu lượt stream và 19.000 lượt bán ngoài nước Mỹ. Bài hát trụ ở Global 200 tổng cộng 3 tuần. Tại Hàn Quốc, bài hát ra mắt tại vị trí thứ 49 trên Gaon Digital Chart trong số ngày 7-13 tháng 3 năm 2021, sau đó leo lên vị trí thứ 6 trong tuần sau đó. Bài hát cũng ra mắt tại vị trí thứ 5 trên Billboard K-pop Hot 100. Tại Mỹ, bài hát cũng ra mắt tại vị trí thứ 15 trên bảng xếp hạng Billboard Digital Song Sales. Bài hát cũng xuất hiện trong bảng xếp hạng ở châu Đại Dương, đạt vị trí thứ 63 tại Úc và thứ 6 tại New Zealand. "Gone" cũng ra mắt tại vị trí thứ nhất tại Malaysia và vị trí thứ hai tại Singapore.

## Bảng xếp hạng
| Bảng xếp hạng (2021)                  | Vị trí cao nhất |
| ------------------------------------- | --------------- |
| Australia (ARIA)                      | 63              |
| Canada (Canadian Hot 100)             | 77              |
| Global 200 (Billboard)                | 29              |
| Hungary (Single Top 40)               | 9               |
| Malaysia (RIM)                        | 1               |
| New Zealand Hot Singles (RMNZ)        | 6               |
| Bồ Đào Nha (AFP)                      | 186             |
| Singapore (RIAS)                      | 2               |
| South Korea (Gaon)                    | 6               |
| South Korea (K-pop Hot 100)           | 5               |
| Anh Quốc Download (OCC)               | 41              |
| Hoa Kỳ Digital Song Sales (Billboard) | 15              |

| Bảng xếp hạng (2021) | Vị trí cao nhất |
| -------------------- | --------------- |
| South Korea (Gaon)   | 21              |

## Chứng nhận
| Quốc gia                                                    | Chứng nhận | Số đơn vị/doanh số chứng nhận |
| ----------------------------------------------------------- | ---------- | ----------------------------- |
| Brasil (Pro-Música Brasil)                                  | Bạch kim   | 40.000‡                       |
| ‡ Chứng nhận dựa theo doanh số tiêu thụ và phát trực tuyến. |            |                               |

## Lịch sử phát hành
| Quốc gia   | Ngày               | Định dạng                | Hãng đĩa      | Ct.           |
| ---------- | ------------------ | ------------------------ | ------------- | ------------- |
| Nhiều vùng | 4 tháng 4 năm 2021 | Tải nhạc phát trực tuyến | YG Interscope | [ 35 ] [ 36 ] |